# Babbit (stop)

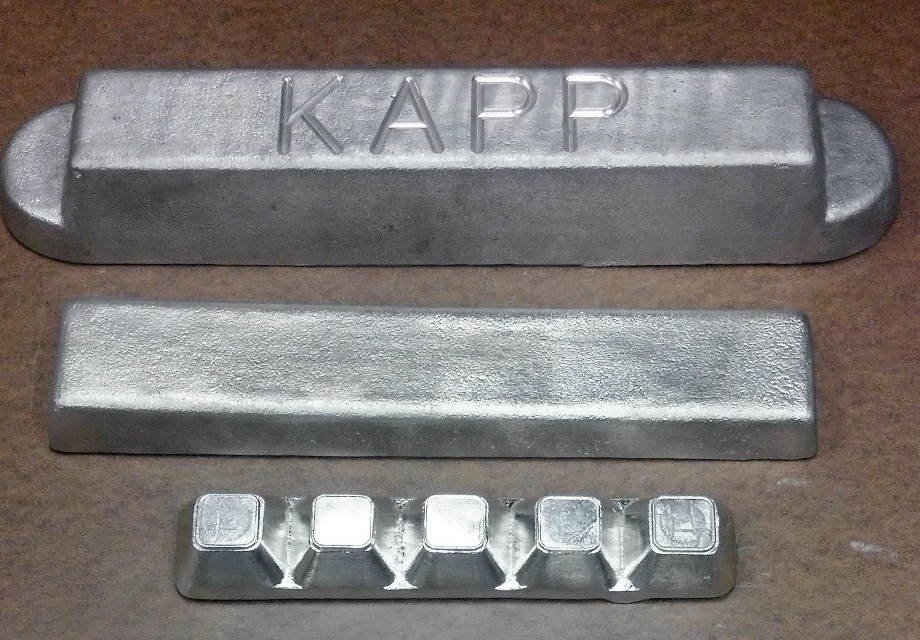
Odlewy z babbitu

Babbit – stop łożyskowy z zawartością 83–88% cyny, 8–10% antymonu, 3–6% miedzi i 0,5% ołowiu. Stop ten jest używany na silnie obciążonych panewkach łożysk ślizgowych, np. w silnikach lotniczych i samochodowych. Opracowany w 1839 roku przez Isaaca Babbitta w Taunton, Massachusetts, USA.